# Maya Ståhl
Maya Ståhl, född 9 december 2002 i Tidaholm, är en svensk gymnast.

## Karriär
Ståhl tog silver i barr och bom vid de nordiska mästerskapen för 2024. Vid SM 2023 tog Ståhl guld i mångkamp, bom och fristående och silver i barr.
Vid SM-veckan sommar 2024 tog hon brons i mångkampen. I grenfinalerna tog hon guld i fristående och bom och silver i barr.